# ШК Тетевен
ШК „Тетевен“ е шахматен клуб от град Тетевен, Ловешка област. Президент на клуба е Михаил Минковски.
През 1980-те и 1990-те години придобива известност с много силна детско-юношеска школа.